# مجلة بحوث محو الأمية
مجلة بحوث محو الأمية مجلة أكاديمية فصلية تخضع لمراجعة الأقران تغطي الأبحاث المتعلقة بمحو الأمية واللغة ومحو الأمية والتعليم اللغوي من مرحلة ما قبل المدرسة وحتى مرحلة البلوغ.تم تأسيسها في عام 1969 وتنشرها منشورات حكيم نيابة عن جمعية أبحاث محو الأمية . رئيس التحرير هو ميستي سيلورز ( جامعة تكساس في سان أنطونيو ).

## الاستخلاص والفهرسة
تم تلخيص المجلة وفهرستها في المحتويات الحالية / العلوم الاجتماعية والسلوكية،  Scopus ،  ومؤشر الاستشهادات في العلوم الاجتماعية . وفقًا لتقارير الاقتباس من المجلة، فإن عامل التأثير للمجلة لعام2017 يبلغ 1.71. 

## روابط خارجية
- الموقع الرسمي
- جمعية بحوث محو الأمية